# Eskimåpuss
I modern västerländsk kultur syftar eskimåpuss på att gnugga eller pressa näsor mot varandra. Pussen är troligen inspirerad av den traditionella inuithälsningen kunik.
Kunik är ett sätt att uttrycka kärlek, vanligen mellan familj och nära vänner och innebär att man trycker näsan och överläppen mot andra delar av ansiktet såsom pannan och kinderna samtidigt som man andas in med näsan, som att man luktar på den älskades ansikte. En vanlig missuppfattning är att kunik uppstod så att inuiterna kunde kyssa varandra utan att deras munnar skulle frysa ihop.[källa behövs]